# 바다 하리
바드르 하리(네덜란드어: Badr Hari, 1984년 12월 8일 출생)은 모로코계 네덜란드 킥복싱 선수다. 현재 그의 총 킥복싱 전적은 89전 78승 11패(64 KO)다. 네덜란드와 모로코 양국의 2중국적자다.

## 생애

### 출생&정보
네덜란드 암스테르담에서 태어났다. 키 197cm에 체중 105kg대로 헤비급에서는 키가 큰 편이지만, 체중은 가벼운 편이다. 그의 소속팀은 마이크스 짐에 소속해 있고, 같은 소속팀의 선수로는 멜빈 맨호프, 비욘 브레기 등이 있다. 주 베이스는 무에타이 또는 킥복싱이다. 2008년도에는 레이 세포, 글라우베 페이토자라는 K-1의 정상급 파이터들을 1R에 잡으면서 크게 각광을 받았다. 2008년 9월 27일에는 테크노 골리앗 최홍만과 맞서 3라운드 종료 후 기권 승을 거두게 되고 12월 6일에는 K-1 WGP에서 세미 슐트를 물리친 피터 아츠와 토너먼트 1경기에서 맞붙어 손쉽게 꺾고 4강에 진출해 전문가들과 팬들에게 충격을 선사했다.
12월 6일 바드르하리는 K-1 월드 GP 2008 파이널 4강전에서 신예인 에롤 짐머맨과 싸우게 됐는데, 짐머맨은 먼저 바드르하리를 1차례 다운시켰지만 바드르하리는 그 후 에롤 짐머맨을 두번 다운시키며 3라운드 KO승을 거두고 결승전에 진출했다.
12월 6일 바드르하리는 K-1 월드 GP 2008 파이널 결승전에서 레미 본야스키와 격돌하게 됐다. 바드르하리는 경기가 자기 마음대로 안 풀리자, 2라운드에 레미 본야스키를 쓰러뜨리고 스탬핑 공격을 가해 심판으로부터 레드카드를 받고 실격 패 했다. 그리고 그의 K-1 헤비급 벨트와 월드 GP 2008 파이트 머니,전적은 모두 몰수 당했다. 12월 31일 바드르하리는 MMA 전문 파이터인 알리스타 오브레임과 대결하게 됐다. 전문가들은 바드르하리의 승리를 예상했지만 경기는 1라운드 2분 2초만에 오브레임이 강력한 왼손 훅을 연달아 성공시키며 하리를 KO 시켰다. 모두의 예상을 깨고 오브레임이 상승세를 타고 있는 바드르하리를 KO 패 시켰다.
그렇게 바드르하리는 2008년 경기를 충격의 KO 패로 마무리 했지만 여전히 K-1의 미래로 각광받고 있다.

### 정보2
그의 별명은 Golden Boy(골든 보이), 악동이다. 대표적인 승부라면 피터 그레이엄과의 일전이다. 그는 기자회견장에서 서로 다정하게 얘기하듯 싶더니 바드르 하리가 먼저 빠른 주먹을 휘두르면서 신경전을 벌였다. 그러나 결국 시합에서 3R 끝나기 직전에 피터 그레이엄의 플라잉 턴 킥으로 정통으로 맞으면서 고배를 마시게 된다. 2007 홍콩 GP에서 다시 만난 그들은 시합에서 3R에 바드르 하리가 한 번 다운을 뺏었다. 그러나 피터 그레이엄이 바드르 하리를 KO시킨 플라잉 턴 킥을 날렸지만 더 이상 통하지 않았다. 결국 바드르 하리가 판정으로 꺾었다. K-1 데뷔 전 쇼타임의 전적은 60전 57승 3패(49 KO)로, 아주 좋은 성적과 높은 KO률을 보유한 바 있다.

### 정보3
그의 또 다른 별명은 '반칙 왕'이다. 2008년 K-1 WGP 결승전에서 레미 본야스키와 경기를 가졌었는데, 다운을 빼앗기고 자신의 공격이 모두 무력화되자 본야스키에게 두번의 파운딩과 한번의 스탬핑을 했다. 입식타격기에서 이는 절대 해서는 안되는 행동으로, 결국 바드르하리는 실격패 당하게 되었다. 기자회견을 갖고 이에 대해 사죄한다고 했던 바드르하리는, 2010년 5월 29일 네덜란드 입식격투기 대회 It's Showtime에서 헤스디 거지스에게 사커킥을 해 또다시 실격패 당했다. 최고의 기량으로 인정받았던 바드르하리는 비신사적인 경기 운영으로 질타를 받게 된다.

### 정보4
K-1 의 야쿠샤 연루의혹과 함께 여러 조사를 받으며, 결국 입식 격투기는 시장에서 잊혀져 갔지만, 바드르하리는 본성 그대러 뉴스에 종종 나타난다.
1)네덜란드 사업가 구타: 심한 폭행으로 상대방은 불구를 바드르하리는 징역 1년 선고를 받음.
2) 게이설: 가장 대표적 케이스가 호날두가 스페인에서 바드르하리를 만나러 비행기까지 타고 갔다온 사실. 구단 관계자 및 감독이 바드르하리와의 만남을 금지했건만, 무단으로 팀을 이탈 전용비행기를 타거 바드르하리를 만나고 왔다. 호날도와 함께 게이설, 양성애자설이 널리 퍼졌으나, 본인의 커밍아웃전까지는 확증된 바는 없다

## 격투기 전적 정보

### 킥복싱 전적
- 91전 80승 11패(65 KO)

| 경기일자         | 상대                | 결과 | 내용              | 대회                          |
| ---------------- | ------------------- | ---- | ----------------- | ----------------------------- |
| 2012년 5월 27일  | 안데르송 시우바     | 승   | 3R 판정           | K-1 월드 Max 2012 final 16    |
| 2012년 1월 28일  | 괴크한 사키         | 승   | 1R KO             | It's showtime                 |
| 2011년 5월 14일  | 토니 그레고리       | 승   | 1R 2분 11초 KO    | It's showtime                 |
| 2010년 5월 29일  | 헤스디 거지스       | 패   | 2R 실격패(사커킥) | It's showtime                 |
| 2010년 4월 3일   | 알렉세이 이그나쇼프 | 승   | 3R 판정           | K-1 월드 GP 2010 in yokohama  |
| 2010년 2월 14일  | 무라드 보우지디     | 승   | 2R 2분 50초 KO    | It's showtime                 |
| 2009년 12월 5일  | 세미 슐트           | 패   | 1R 1분 48초 KO    | K-1 월드 GP 2009 final        |
| 2009년 12월 5일  | 알리스타 오브레임   | 승   | 1R 2분 14초 KO    | K-1 월드 GP 2009 final        |
| 2009년 12월 5일  | 루슬란 카라에프     | 승   | 1R 41초 TKO       | K-1 월드 GP 2009 final        |
| 2009년 9월 26일  | 자빗 사메도프       | 승   | 1R 2분 15초       | K-1 월드 GP 2009 final 16     |
| 2009년 5월 16일  | 세미 슐트           | 승   | 1R 45초 TKO       | It's showtime                 |
| 2009년 2월 9일   | 프레드릭 시나트라   | 승   | 1R 2분 KO         | It's showtime                 |
| 2008년 12월 31일 | 알리스타 오브레임   | 패   | 1R 2분 2초 KO     | K-1 다이너마이트 2008         |
| 2008년 12월 6일  | 레미 본야스키       | 패   | 2R 2분 7초 반칙패 | K-1 월드 GP 2008 final        |
| 2008년 12월 6일  | 에롤 짐머맨         | 승   | 3R 2분 15초 KO    | K-1 월드 GP 2008 final 16     |
| 2008년 12월 6일  | 피터 아츠           | 승   | 2R 1분 39초 TKO   | K-1 월드 GP 2008 final        |
| 2008년 9월 27일  | 최홍만              | 승   | 4R 연장 TKO       | K-1 월드 GP 2008 final 16     |
| 2008년 8월 9일   | 드마조프 오스토지치 | 승   | 1R 19초 KO        | K-1 월드 GP 2008 in Hawaii    |
| 2008년 6월 29일  | 글라우베 페이토자   | 승   | 1R 2분 34초 KO    | K-1 월드 GP 2008 in fukuoka   |
| 2008년 4월 13일  | 레이 세포           | 승   | 1R 2분 43초 KO    | K-1 월드 GP 2008 in yokohama  |
| 2007년 12월 8일  | 레미 본야스키       | 패   | 3R 판정           | K-1 월드 GP 2007 final        |
| 2007년 9월 29일  | 더그 바이니         | 승   | 2R 1분 23초 KO    | K-1 월드 GP 2007 final 16     |
| 2007년 8월 5일   | 피터 그레이엄       | 승   | 3R 판정           | K-1 월드 GP 2007 in hongkong  |
| 2007년 4월 28일  | 후지모토 유스케     | 승   | 1R 57초 KO        | K-1 월드 GP 2007 in Hawaii    |
| 2007년 3월 4일   | 루슬란 카라에프     | 승   | 2R 2분 46초 KO    | K-1 월드 GP 2007 in yokohama  |
| 2006년 12월 31일 | 니콜라스 페타스     | 승   | 2R 1분 28초 TKO   | K-1 다이너마이트 2006         |
| 2006년 12월 2일  | 폴 슬로윈스키       | 승   | 3R 판정           | K-1 월드 GP 2006 final        |
| 2006년 9월 30일  | 루슬란 카라에프     | 패   | 1R 52초 KO        | K-1 월드 GP 2006 final 16     |
| 2006년 3월 5일   | 피터 그레이엄       | 패   | 3R 2분 54초 KO    | K-1 월드 GP 2006 in Auckland  |
| 2005년 11월 19일 | 스테판 레코         | 승   | 2R 1분 30초 KO    | K-1 월드 GP 2005 final        |
| 2005년 4월 16일  | 비탈리 오프라멘코   | 승   | 3R 판정           | K-1 이탈리아 GP 2005 in Milan |

### 종합격투기 전적
- 1전 0승 1패(0 KO)

| 경기일자        | 상대            | 결과 | 내용                | 대회                   |
| --------------- | --------------- | ---- | ------------------- | ---------------------- |
| 2000년 5월 12일 | 이고르 킬리시스 | 패   | 1R 22초 프런트 초크 | Lords of the Ring Gala |

## 타이틀
```
* K-1 초대 헤비급 챔피언(2007년 4월 28일 ~ 2008년 12월 6일)
* 2009년 쇼타임 헤비급 세계챔피언
* 2007년 K-1 헤비급 챔피언
* 2006년 K-1 월드 GP 슈퍼파이트 우승
```